# Drentse Fiets 4daagse
De Drentse Fiets 4daagse is een fietsevenement in de Nederlandse provincie Drenthe. Het wordt ieder jaar gehouden in de eerste week van de zomervakantie van de basisscholen in de regio Noord. Meestal is dit in de maand juli.
De organisatie is in handen van de Stichting Drentse Fiets4Daagse. 
Aan deze fietsvierdaagse doen zo'n 20.000 deelnemers mee die vier dagen lang tochten maken van naar keuze 30, 40, 60, 80 of 100 kilometer per dag.
Iedere deelnemer ontvangt na afloop een medaille.
Er zijn startlocaties in Assen, Emmen, Westerbork, Meppel, Diever, Dalen en Norg.
De Drentse Fiets 4Daagse heeft een aantal speciale routes zoals de CarrouselRoute, de 4KidsRoutes, de RollOnRoute, de Toerfietsroutes en de Sport Edition.
De ATB Fiets4Daagse start vanaf camping De Reeënwissel in Hoogersmilde.
De 4Kids Routes starten vanuit Westerbork en Diever en hebben een lengte van 30 kilometer; deze zijn voor kinderen in de basisschoolleeftijd bedoeld. Onderweg zijn er per route minimaal drie activiteiten.